# 騾耳犰狳
騾耳犰狳（學名：Dasypus hybridus），又名南長鼻犰狳，是一種來自南美洲的犰狳分佈在阿根廷、巴西、巴拉圭及烏拉圭。這小型的哺乳動物都是灰色的，身長25至50厘米之間，體重約為1.5至2公斤之間。其身體共有七個環節。

## 分佈，棲息地和飲食
此種主要棲息於草原上，會居於自製的小洞穴內。它的飲食主要包括無脊椎動物，雖然牠們也吃蔬菜和碎屑。